# Matías Kranevitter
Claudio Matías Kranevitter (* 21. května 1993, Yerba Buena, Tucumán, Argentina) je argentinský fotbalový záložník a reprezentant, v současnosti působí v klubu Zenit Petrohrad.

## Klubová kariéra
V Argentině debutoval v profesionální kopané v dresu klubu CA River Plate.
V srpnu 2015 přestoupil z River Plate do španělského prvoligového klubu Atlético Madrid, kde podepsal pětiletou smlouvu, zůstal však ještě na půlročním hostování v River Plate. V sezóně 2016/17 hostoval v Sevilla FC.
V srpnu 2017 přestoupil do ruského prvoligového klubu Zenit Petrohrad.

## Reprezentační kariéra
Kranevitter nastupoval za argentinskou reprezentaci do 20 let.
V A-mužstvu Argentiny debutoval v roce 2015.